# Crepidiastrum
Crepidiastrum là một chi thực vật có hoa trong họ Cúc (Asteraceae).

## Loài
Chi Crepidiastrum gồm các loài: